# Jarno Van Mingeroet
Jarno Van Mingeroet (* 23. September 1977 in Dendermonde) ist ein ehemaliger belgischer Radrennfahrer.
Jarno Van Mingeroet begann seine Karriere 2005 bei dem Profel Cycling Team. In seinem ersten Jahr konnte er das Eintagesrennen Beverbeek Classic für sich entscheiden. Ab 2006 fuhr er für das belgische Continental Team Jartazi-7Mobile. Bei der Belgien-Rundfahrt 2006 belegte er den dritten Rang in der Bergwertung und in der Gesamtwertung den 27. Platz.

## Palmarès
2005
- Beverbeek Classic

## Teams
- 2005 Profel
- 2006 Jartazi-7Mobile
- 2007 Jartazi-Promo Fashion
- 2008 Mitsubishi-Jartazi